# La Marne (livre)
Pour les articles homonymes, voir La Marne.
La Marne est un document historique écrit par Georges Blond en 1962, en vue du 50e anniversaire de cette bataille.

## Résumé
La bataille des Frontières dure du 17 au 24 août 1914, puis c'est la retraite française. Le 2 septembre le gouvernement s'exile à Bordeaux. Gallieni est gouverneur de Paris et perçoit, en accord avec le commandant en chef Joffre, l'opportunité d'attaquer l'aile droite allemande "dangereusement aventurée, qui prête le flanc à une attaque de l'armée de Paris. La bataille de la Marne commence le 5 septembre par cette attaque qui s'enlise, faute de reconnaissances, mais stoppe l'avance de la première armée allemande vers la Seine ; les taxis parisiens sont réquisitionnés pour la renforcer d'une brigade (4 000 hommes). Après quatre jours de bataille acharnée sur l'ensemble du front, entre Paris et Verdun, les Allemands reculent de 50  à   80 km : l'armée française remporte une victoire spectaculaire, mais est trop épuisée pour l'exploiter.

## Commentaires
Souvent primé comme romancier, Georges Blond est également l'auteur de quelques ouvrages historiques, dont cet ouvrage notamment, où l'on retrouve son sens de la situation dramatique. Le principal intérêt de l'ouvrage est là : Georges Blond a non seulement étudié les archives et les livres déjà écrits sur cette bataille, mais il a recueilli les souvenirs de nombreux anciens combattants qui y avaient participé. Il fait donc partager au lecteur le "vécu" des hommes de terrain, leurs points de vue, leurs souffrances et leurs sentiments : sens du devoir face à un agresseur qui est alors la plus grande puissance militaire mondiale, incertitude dans la retraite et les combats, relations avec le haut commandement. L'ensemble est bien situé dans la stratégie générale.
Georges Blond déploiera ensuite le même savoir-faire dans son récit de Verdun.

## Erreur
- À la page 198 de l'édition de 1962 des Presses de la cité, l'auteur cite la localité de Villemard, position dominante au nord-ouest des marais de Saint-Gond, il s'agit en fait de la commune de Villevenard.

## Sources
- Rédaction LM, « La mort de Georges Blond Un historien pour sujets "chauds" », Le Monde,‎ 18 mars 1989 (lire en ligne).
- Revue des deux Mondes, 1963 (publication de l’œuvre)
- Annales. Histoire, Sciences sociales, 1963.